# لیلی افشار
لیلی افشار (۱۸ اسفند ۱۳۳۸ – ۲ آبان ۱۴۰۲) نوازنده گیتار کلاسیک ایرانی بود. وی نخستین نوازنده زن در جهان بود که در رشته اجرای گیتار کلاسیک به درجه دکترا دست یافت. او همچنین استاد موسیقی در دانشگاه ممفیس آمریکا بود.

## زندگی
لیلی افشار در ۱۸ اسفند ۱۳۳۸ در تهران زاده شد. وی نخستین نوازندهٔ زن در جهان است که در رشته اجرای گیتار کلاسیک به درجه دکترا دست یافت. وی نوه رضا افشار وزیر راه رضاشاه است. لیلی افشار در ده سالگی وقتی نوازندگی گیتار را در دیدار با یکی از اقوام خود از نزدیک مشاهده کرد به این ساز علاقه‌مند شد و فراگیری آنرا آغاز کرد. داریوش افراسیابی نخستین آموزگار وی بود. مادربزرگ لیلی افشار نوازنده تار بود. پدر لیلی افشار که با نواختن ویولن و پیانو آشنا بود نیز مشوق او بود. در همان کودکی در کلیسای آلمانی‌ها و در کاخ جوانان کنسرت داد. پس از پایان دوره متوسطه، در سال ۱۳۵۵ به آمریکا رفت و تحصیل در رشته موسیقی و در زمینه گیتار را ادامه داد. افشار کارشناسی خود را از کنسرواتوار موسیقی بوستون گرفت. او پس فارغ‌التحصیلی خواست به ایران بازگردد. اما پدر از او خواست به علت نابسامانی وضعیت ایران، در آمریکا بماند.
لیلی افشار برای طی دوره کارشناسی ارشد موسیقی در رشته نوازندگی گیتار به کنسرواتوار موسیقی نیوانگلند رفت و زیر نظر نیل اندرسون به تحصیل پرداخت. پس از آن افشار دوره دکتری را زیر نظر بروس هلزمن در دانشگاه ایالتی فلوریدا به پایان رساند و به این ترتیب او نخستین زن در جهان بود که موفق به گرفتن درجه دکترا در نوازندگی گیتار شد.
افشار مدتی نیز در مرکز هنرهای تجسمی بنف و جشنواره موسیقی اسپن تحصیل کرد. همچنین دیپلم افتخاری آکادمی موسیقی کیجانا درسی ینا ایتالیا نیز به وی اعطاء شده‌است. لیلی افشار در سال ۱۹۸۹ به جایگاه استادی در دانشگاه ممفیس رسید و در آنجا به تدریس موسیقی برای دانشجویان کارشناسی، کارشناسی ارشد، و دکترای نوازندگی گیتار پرداخت. او در سال ۲۰۰۰ برنده جایزه استاد برجسته دانشگاه ممفیس شد.
افشار پس از تحمل یک دوره بیماری در ۲ آبان ۱۴۰۲ درگذشت. پیکر او دو روز بعد در ۴ آبان ۱۴۰۲ در آرامگاه پایین‌محلهء قاسم‌آباد سفلی چابکسر در استان گیلان دفن شد.

## اجرا و سبک
لیلی افشار یکی از دوازده نوازندهٔ بین‌المللی گیتار بود که برای نواختن در حضور آندرس سگوبیا در کلاس‌های پیشرفتهٔ وی در دانشگاه کالیفرنیای جنوبی انتخاب شد. آندرس سگوبیا پس از این کلاس در مصاحبه‌ای در اخبار شامگاهی ان‌بی‌سی حضور یافت و درباره افشار پیش‌بینی کرد که او روزی به نوازنده‌ای پرآوازه تبدیل خواهد شد. علاقه افشار به موسیقی معاصر باعث شد که از نخستین اجراکنندگان آثار رضا والی، گری آیستر، گرارد روژد، لوریس چوبانیان، آرن ملنس، کامران اینجه، باربارا کولب، مرلین زیفرین، و سالوادور بروتونس باشد.
لیلی افشار کنسرت‌های متعددی در ایران، آمریکا، انگلستان، ایرلند، کانادا، فرانسه، دانمارک، ایتالیا، آفریقا، نیوزیلند، استرالیا و آمریکای جنوبی برگزار کرد. او همچنین در ویگمور هال لندن، مرکز هنرهای اجرایی کندی، جشنواره موسیقی گرند تیتن، جشنواره موسیقی اسپن، مدرسه هنرهای تجسمی بنف، جشنواره موسیقی منتون و آکادمی آمریکایی در رم نواخته‌است.
روزنامه واشینگتن پست لیلی افشار را «فوق‌العاده معصوم، عالی و بی‌عیب‌ونقص و قابل توجه» توصیف کرده‌است. او همچنین به عنوان بهترین گیتاریست کلاسیک زن، برنده جایزه ارویل ایچ. گیبسن شده‌است. مقاله‌های لیلی افشار دربارهٔ کاستل نوئوو-تدسکو و فرانسیسکو به چند زبان در نشریات گیتار ریویو، آی۱ فرونیمو، و گیتار و لوت چاپ و منتشر شده‌اند.
افشار به منظور اجرای قطعات موسیقی ایرانی با گیتار کلاسیک، اقدام به نصب ربع پرده بر روی ساز خود کرد.

## تدریس در ایران
لیلی افشار در سال ۲۰۰۱ پس از ۲۰ سال به ایران سفر کرد و پس از آن طی سفرهای متعدد، اقدام به برگزاری کلاس‌های تکمیلی و گروهی برای نوازندگان و هنرجویان گیتار در ایران کرد.

## جایزه‌ها و افتخارات
- جایزه استاد برجسته دانشگاه ممفیس در سال ۲۰۰۰[۱۴]
- برنده جایزه سالانه نوازنده برتر گیتار در دوره‌های دهم، یازدهم و دوازدهم
- برنده جایزه الیور اچ گیبسون در سال ۲۰۰۰ برای بهترین نوازنده زن گیتار کلاسیک[۱۵]
- برنده جایزه ممفیس چاپتر از طرف آکادمی ملی هنر و دانش آمریکا
- برنده جایزه هنر تنسی در رشته موسیقی
- برنده جایزه ملی هنر
- برنده جایزه اول انجمن گیتار آمریکا
- برنده جایزه بزرگ جشنواره موسیقی اسپن
- برنده جایزه اول انجمن ملی مدرسین موسیقی
- برنده جایزه اول انجمن ملی مدرسین سازه‌های زهی
- عضویت در بین دوازده گیتارنواز برجسته جهان برای نوازندگی در گروه آندرس سگوبیا

## آثار

### آلبوم‌شناسی
- مسخ
- ساغر مامان پارمیس عباپور
- گذار در نوا
- ۲۴ کاپریچوی گویا
- هزار و یک‌شب[۱۶]
- Musica da Camera
- باخ برای گیتار کلاسیک[۱۷]